# 偕二甲基效应
偕二甲基效应，又称Thorpe-Ingold 效应。 当一个亚甲基上的氢被两个甲基取代后就形成了一个偕二甲基碳。两个甲基相互推搡的结果是增大了两者之间的键角，同时缩小了构成碳四面体的另一对键的键角，于是相连基团之间就被推得近了一点。这个微小的键角变化显著地影响了成环反应的熵变，使得有偕二甲基的分子链易于成环。